# Pitta versicolor
La pitta versicolore o pitta minore (Pitta versicolor Swainson, 1825) è un uccello passeriforme della famiglia dei Pittidi.

## Descrizione

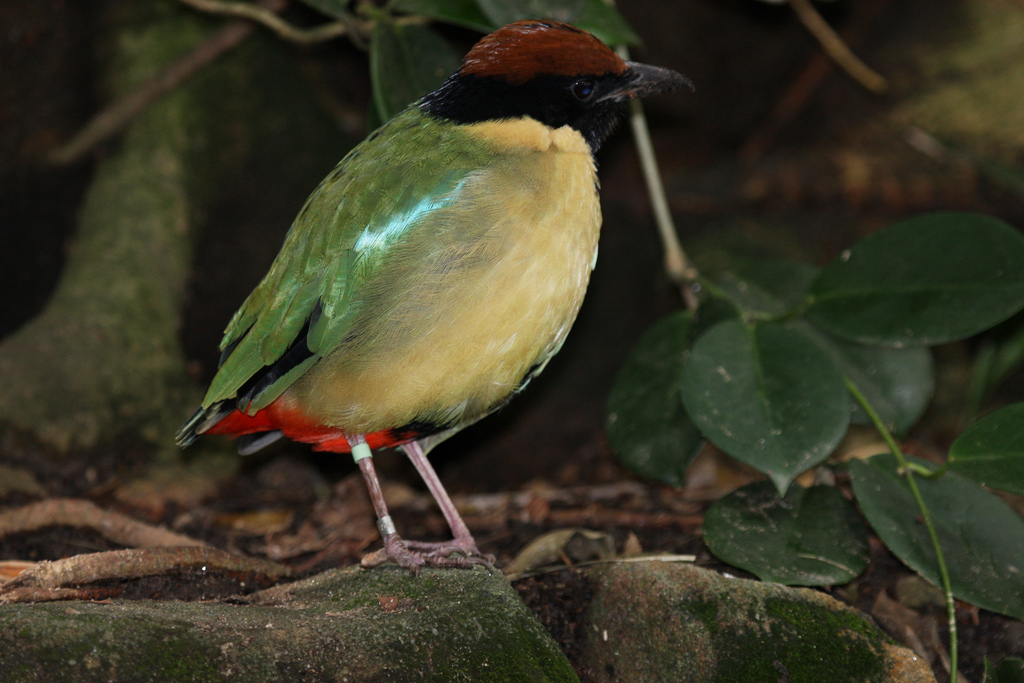
Esemplare al suolo.

### Dimensioni
Misura 19–21 cm di lunghezza, per un peso di 70-120 g: a parità d'età, le femmine appaiono lievemente più robuste rispetto ai maschi.

### Aspetto
Si tratta di uccelli dall'aspetto paffuto, con ali e coda corte, zampe forti e robuste, grossa testa con becco corvino.

La testa è nera, con fronte, vertice, sopracciglia e nuca di colore rosso ruggine: spalle, petto e fianchi sono di colore ocra, mentre il ventre è nero e il sottocoda è di colore rosso. Dorso, ali e parte superiore della coda sono di colore verde erba, con le copritrici primarie e il codione di colore azzurro intenso. Gli occhi sono bruni, il becco è nerastro, le zampe sono di color carnicino.

## Biologia

### Comportamento

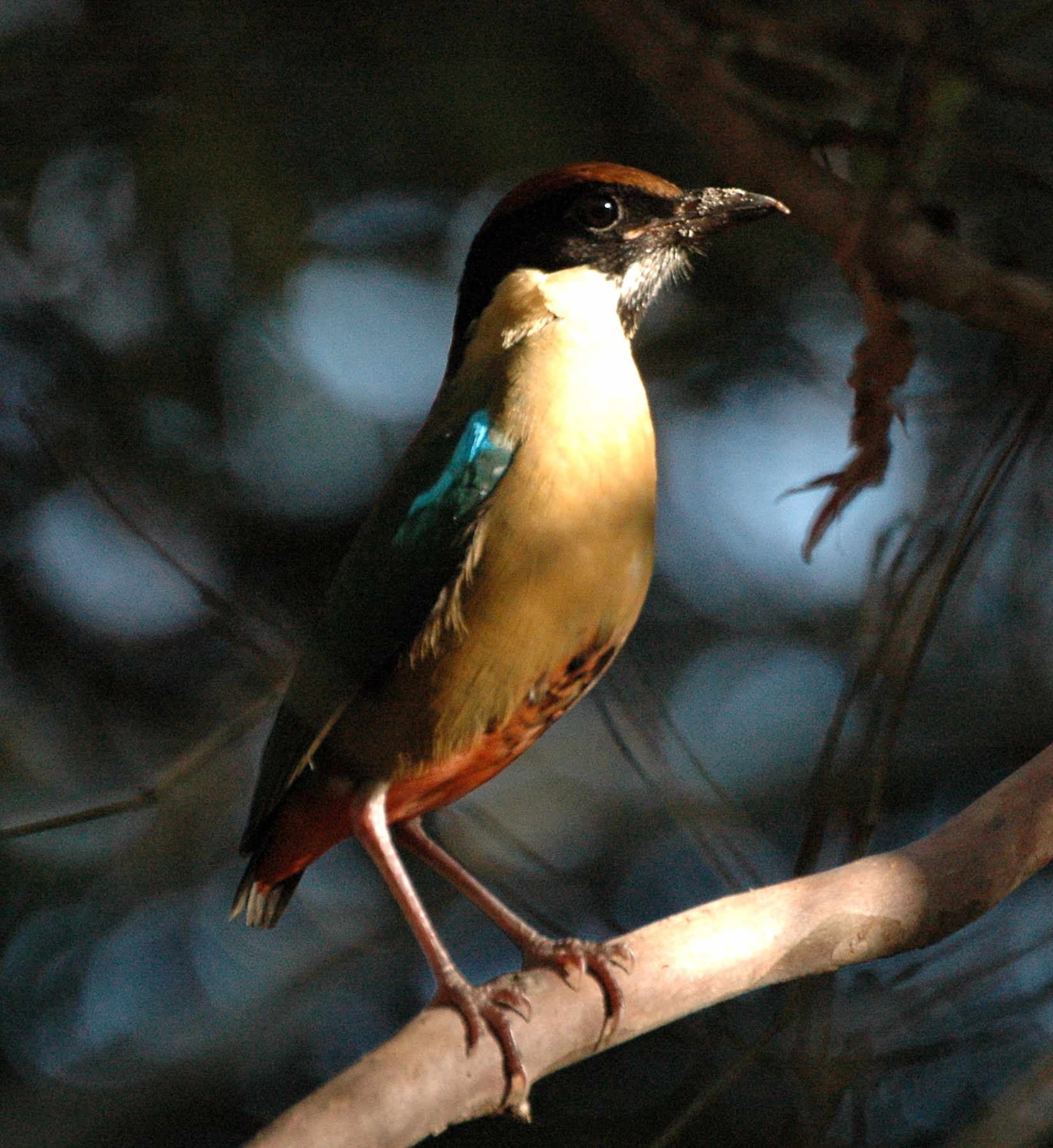
Esemplare in allerta nel Queensland.

Si tratta di animali solitari e dalle abitudini diurne, che si muovono al suolo alla ricerca di cibo. La pitta versicolore è un uccello piuttosto schivo e circospetto, difficile da osservare, mentre non è raro sentire il richiamo di questi uccelli, formato da una serie di tre note ascendenti, spesso ripetuta due volte.

### Alimentazione

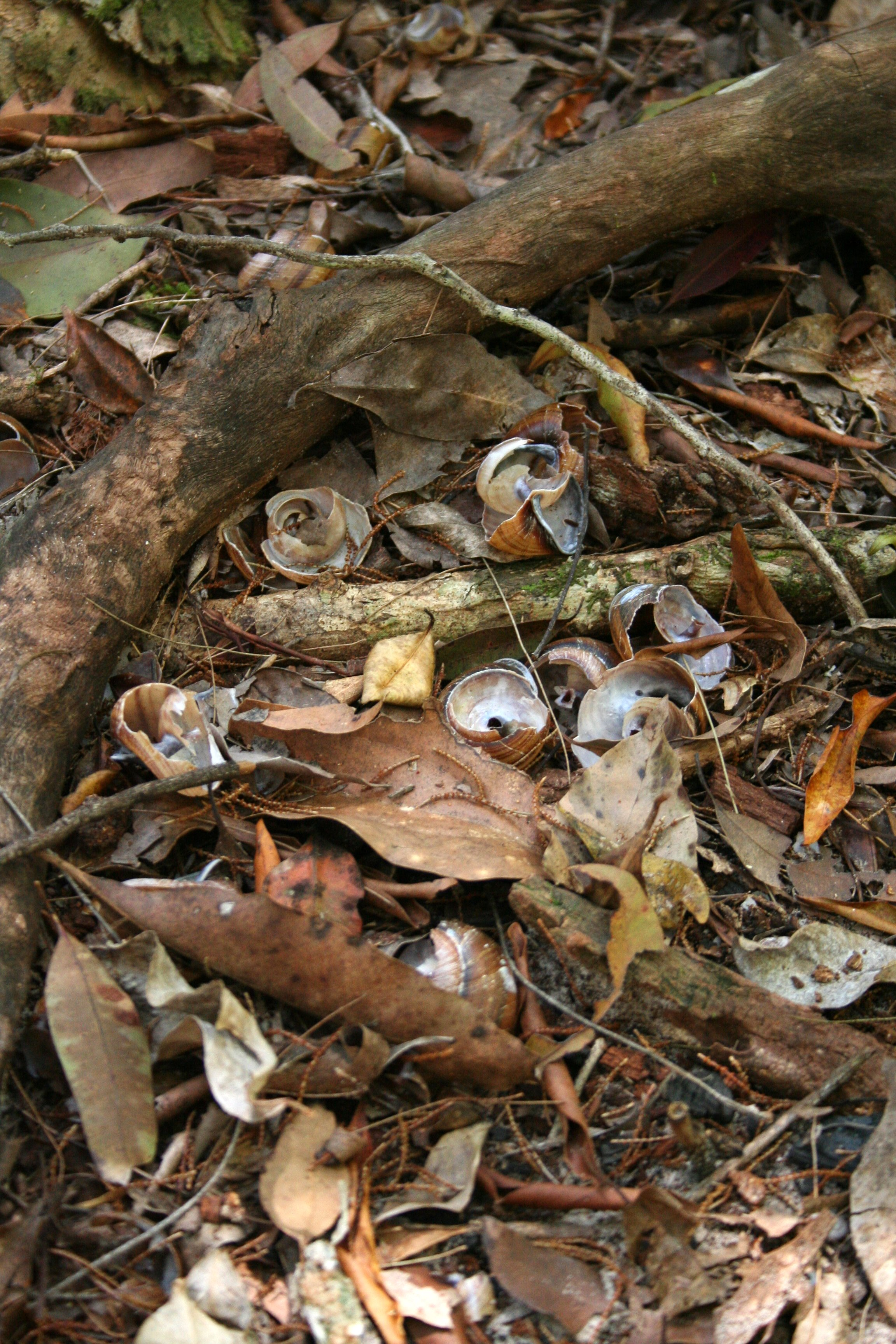
Una "postazione da lavoro" per la rottura dei gusci.

La dieta della pitta versicolore si compone essenzialmente di chiocciole (specialmente della specie Hedleyella falconeri), cui si aggiungono anche altri invertebrati come insetti, lombrichi e millepiedi, e più raramente anche frutti caduti: questi uccelli sono soliti utilizzare superfici dure (come radici sporgenti e sassi appiattiti) come incudini sulle quali sbattere le proprie prede più coriacee al fine di romperne il guscio e cibarsene.

### Riproduzione

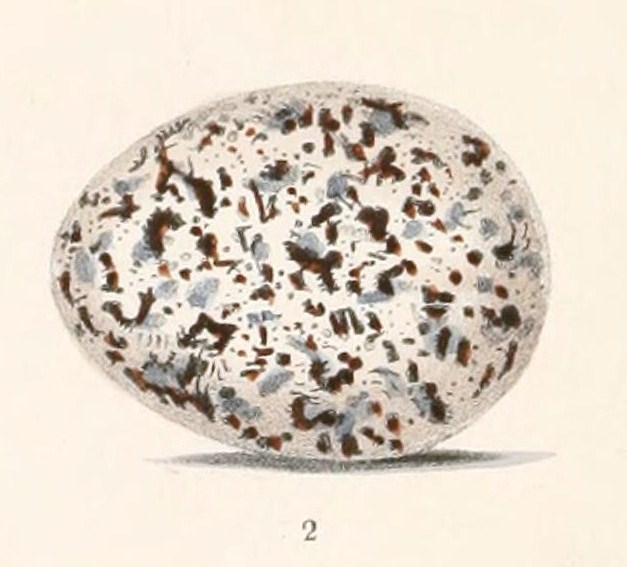
Uovo di pitta versicolore.

La stagione riproduttiva appare abbastanza variabile a seconda dell'area presa in considerazione: mentre nella parte settentrionale dell'areale il picco delle nidificazioni è fra ottobre e marzo, gli esemplari della porzione meridionale tendono a riprodursi fra giugno e febbraio.
Il nido viene costruito al suolo da ambedue i partner, intrecciando rametti, steli d'erba e altro materiale vegetale a formare una struttura ovoidale collocata fra le radici alla base di vecchi alberi o nelle cavità fra rocce o tronchi caduti: al suo interno la femmina depone 3-4 uova dal guscio biancastro con variegature nere e marroncine, che essa provvede a covare alternandosi col maschio per circa due settimane. I pulli, ciechi e implumi alla schiusa, vengono accuditi da ambedue i genitori per due settimane, al termine delle quali lasciano il nido, pur rimanendo nei pressi e venendo regolarmente imbeccati.

## Distribuzione e habitat

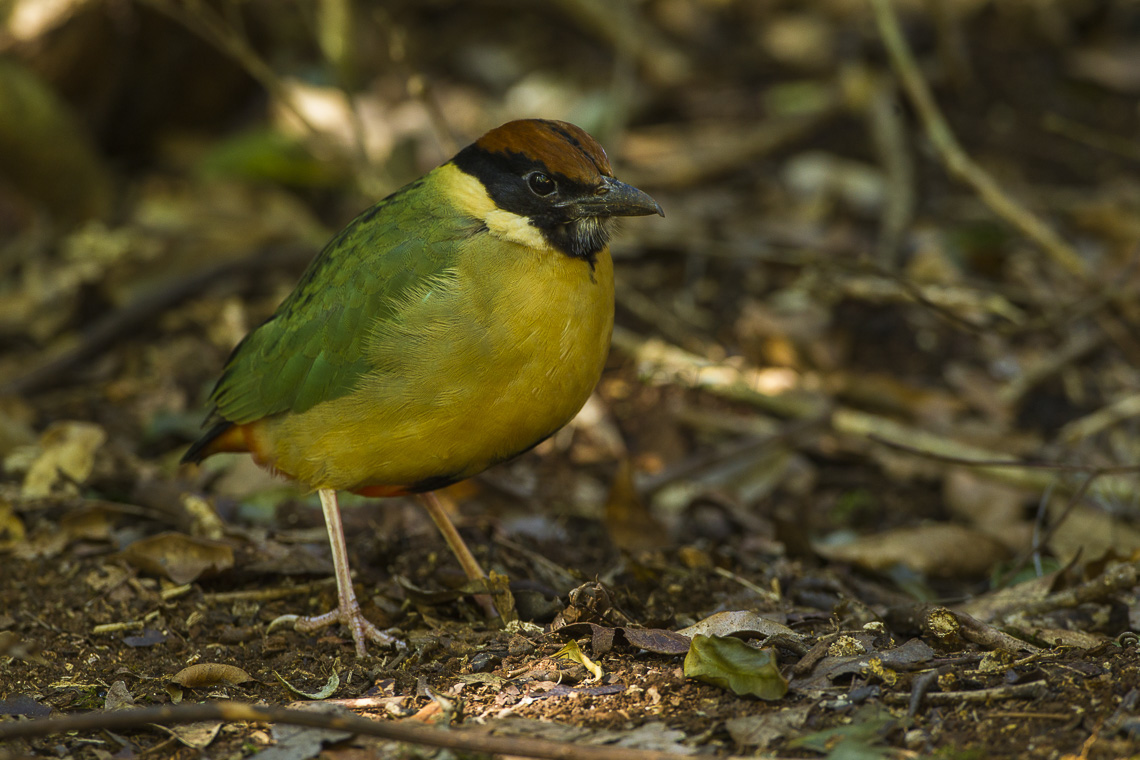
Esemplare al suolo nel Parco nazionale di Lamington.

La pitta versicolore occupa un areale che si estende lungo buona parte della fascia costiera orientale dell'Australia, dallo stretto di Torres a sud fino alla zona di Newcastle.

L'habitat di questa specie è costituito dalle aree di foresta con folto sottobosco, siano esse pluviali, subtropicali o a sclerofillo: la si può osservare anche nei mangrovieti.
Si suppone che almeno alcune popolazioni di pitta versicolore siano migratrici. Durante l'inverno australe, esemplari di questa specie provenienti dalla penisola di Capo York possono essere osservati in Nuova Guinea meridionale, mentre a sud questi uccelli tendono a spostarsi dalla costa verso le aree montuose interne durante l'estate: i meccanismi migratori della pitta versicolore, tuttavia, non sono ancora del tutto conosciuti.

## Tassonomia
Se ne riconoscono tre sottospecie:

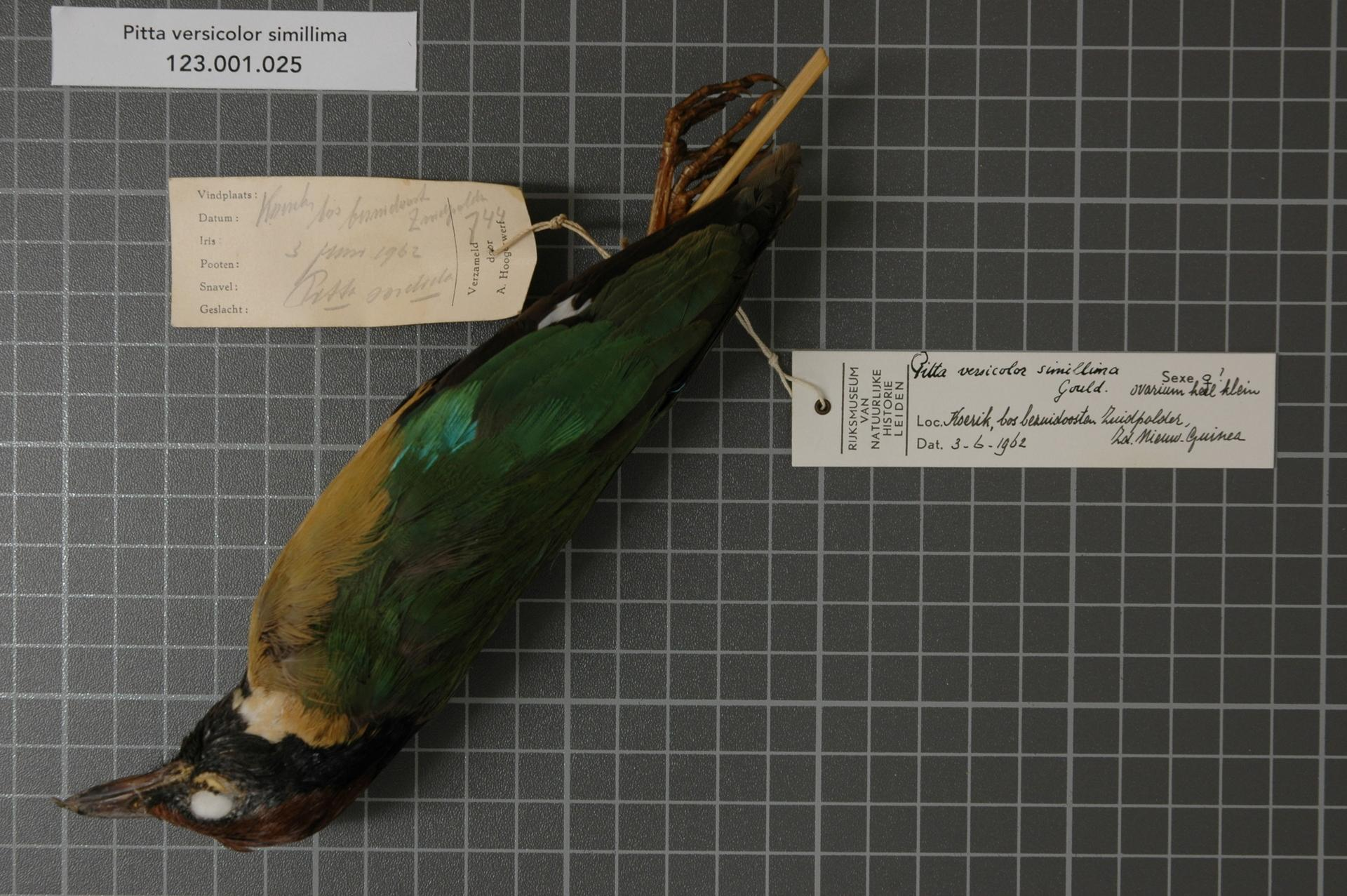
Esemplare impagliato della sottospecie simillima.

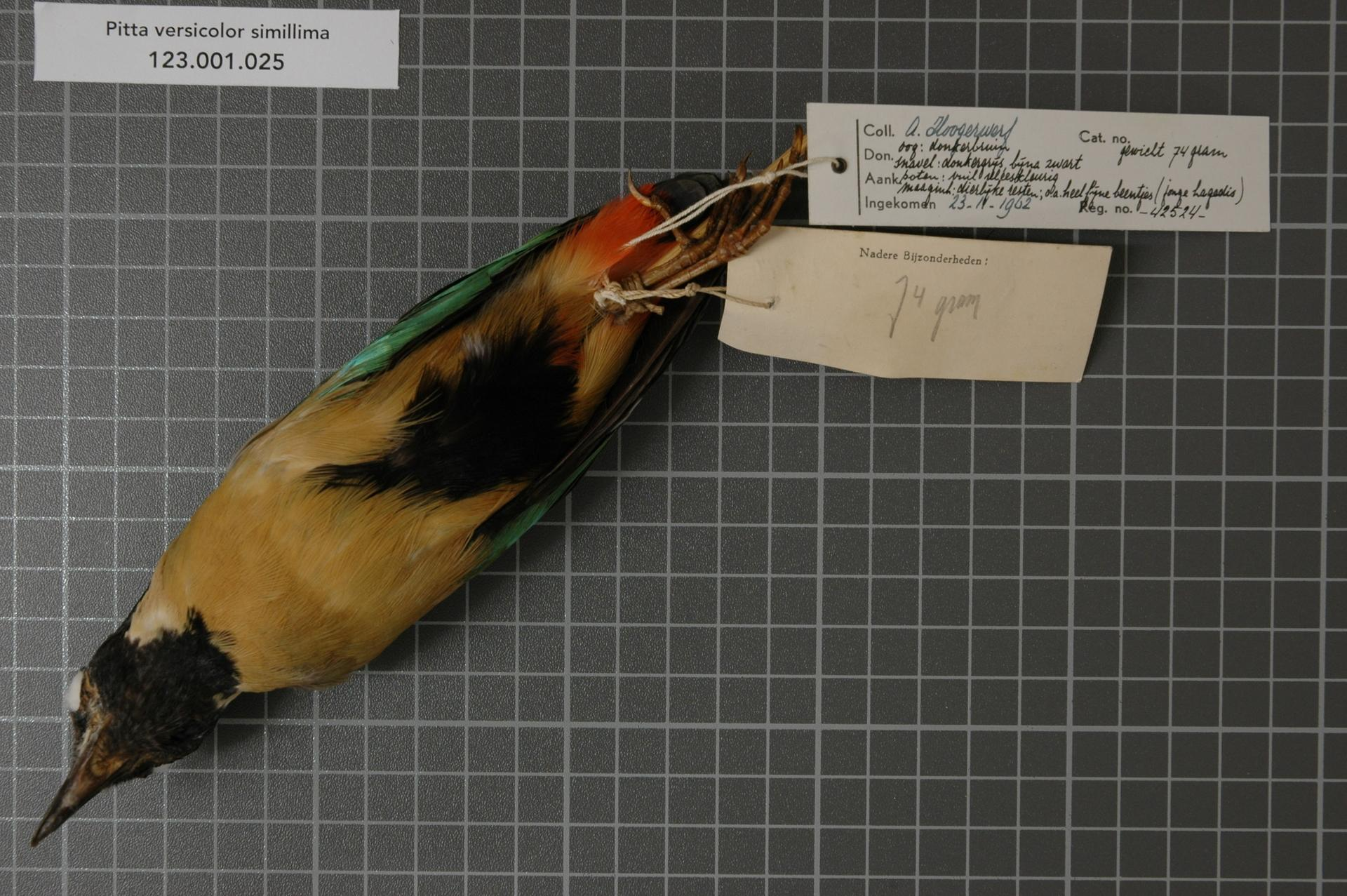
Visione ventrale dello stesso esemplare.

- Pitta versicolor versicolor, la sottospecie nominale, diffusa in Queensland sud-orientale e Nuovo Galles del Sud nord-orientale, grossomodo nell'area fra Cairns e Newcastle;
- Pitta versicolor intermedia Mathews, 1912, diffusa nel Queensland centro e nord-orientale;
- Pitta versicolor simillima Gould, 1878, diffusa nella penisola di Capo York;

Le varie sottospecie presentano fra loro piccole differenze nella taglia, nella colorazione e nelle vocalizzazioni.
Talvolta, la pitta elegante e le relative sottospecie sono state classificate come sottospecie di pitta versicolore, coi nomi di Pitta versicolor elegans, P. v. concinna e P. v. vigorsii; tuttavia, attualmente si tende a classificare queste popolazioni come facenti parte di una specie a sé stante, facente parte di una superspecie proprio con la pitta versicolore, la pitta arcobaleno e la pitta faccianera.